# Almami
Almamy o almami o almaami es el título dado en el siglo XVIII y XIX a los jefes de guerra musulmanes de varios estados peul de África del Oeste como el Fouta-Toro (a partir de 1776, el Boudou, el Rip, el Melakoru, el Safroko o el emirato del Liptako.  
Se trata de una contracción de Amir al-Mu'minin (en árabe أمير المؤمنين), habitualmente traducido como Príncipe de los Creyentes. En el mundo árabe Amir al-Mu'minin es similar a Califa. Ha sido adoptado como título de dirigentes en países e imperios musulmanes y es también una fórmula utilizada por parte de algunos líderes musulmanes.

## Designación
No es un título hereditario.

## Algunas personas que llevaron el título

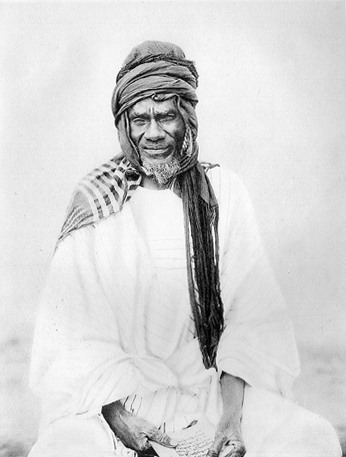
Almamy Samory Touré

- Abdoul Kader Kane (asesinado en 1807) : el primer almamy (Fouta-Toro)
- Maba Diakhou Bâ (1809-1867) : almamy del Rip
- Seku Amadu (1918-1845): almamy del Imperio Fula de Masina
- Samory Touré (1830–1900) : Imperio de Wassoulou
- Bokar Biro : el número 14 y último almamy del Futa Yallon
- Aguibou Barry : Almamy de Dabola, Futa Yallon

## Actualidad
En la actualidad el nombre se utiliza con frecuencia como nombre propio en algunas partes de África del Oeste en homenaje a las figuras históricas que llevaron este título. Es el caso por ejemplo de Almamy Sylla, líder político de Mali, de los futbolistas Almamy Schumann Bah y Almami Moreira al igual que del rapero Malal Almamy Talla, conocido por el apodo de Foumalade.